# Dow City
Dow City és una població dels Estats Units a l'estat d'Iowa. Segons el cens del 2000 tenia 503 habitants.

## Demografia
Segons el cens del 2000, Dow City tenia 503 habitants, 227 habitatges, i 142 famílies. La densitat de població era de 606,9 habitants/km².
Dels 227 habitatges en un 23,3% hi vivien nens de menys de 18 anys, en un 50,2% hi vivien parelles casades, en un 7,5% dones solteres, i en un 37,4% no eren unitats familiars. En el 31,3% dels habitatges hi vivien persones soles el 14,1% de les quals corresponia a persones de 65 anys o més que vivien soles. El nombre mitjà de persones vivint en cada habitatge era de 2,22 i el nombre mitjà de persones que vivien en cada família era de 2,75.
Per edats la població es repartia de la següent manera: un 19,5% tenia menys de 18 anys, un 8,3% entre 18 i 24, un 24,1% entre 25 i 44, un 26,4% de 45 a 60 i un 21,7% 65 anys o més.
L'edat mediana era de 44 anys. Per cada 100 dones de 18 o més anys hi havia 91 homes.
La renda mediana per habitatge era de 30.547 $ i la renda mediana per família de 37.813 $. Els homes tenien una renda mediana de 30.104 $ mentre que les dones 17.000 $. La renda per capita de la població era de 18.108 $. Entorn del 2,9% de les famílies i el 8% de la població estaven per davall del llindar de pobresa.

## Poblacions més properes
El següent diagrama mostra les poblacions més properes.